# 博尔尼
博尔尼（法語：Baulny，法語發音：[bo(l)ni]）是法国默兹省的一个市镇，属于凡尔登区。

## 地理
博尔尼（49°15'44"N, 5°0'51"E）面积3.91 平方千米，位于法国大東部大區默兹省，该省份为法国西北部内陆省份，北与比利时接壤，西接马恩省和阿登省，南至上马恩省和孚日省，东临默尔特-摩泽尔省。
与博尔尼接壤的市镇（或旧市镇、城区）包括：阿普勒蒙、埃克塞尔蒙、沙尔庞特里、埃皮农维尔、蒙布兰维尔。

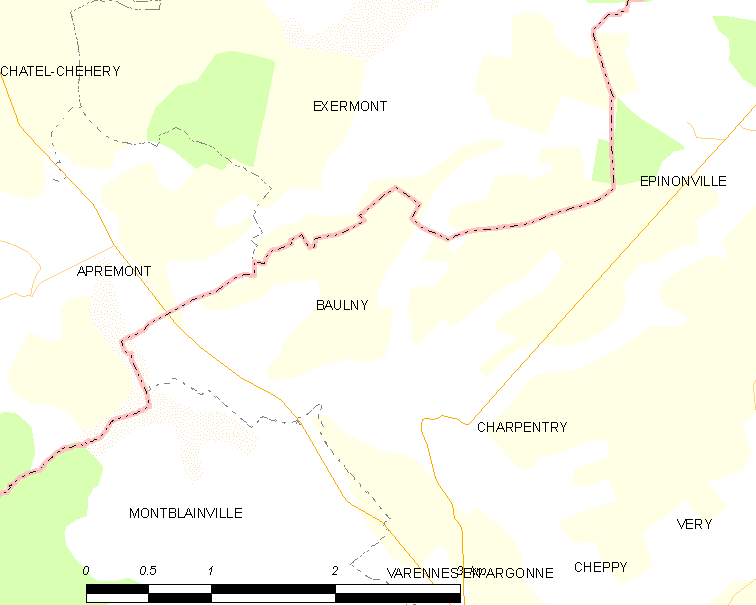
博尔尼的OSM定位图

博尔尼的时区为UTC+01:00、UTC+02:00（夏令时）。

## 行政
博尔尼的邮政编码为55270，INSEE市镇编码为55033。

## 政治
博尔尼所属的省级选区为阿戈讷地区克莱蒙县。

## 人口

1962-2008年间博尔尼人口变化图示

博尔尼于2022年1月1日时的人口数量为20人。